# Gus Schlosser
August Schlosser (né le 20 octobre 1988 à Norfolk, Virginie, États-Unis) est un lanceur de relève gaucher des Rockies du Colorado de la Ligue majeure de baseball.

## Carrière

### Braves d'Atlanta
Gus Schlosser est drafté en 17e ronde par les Braves d'Atlanta en 2011. Lanceur partant dans les ligues mineures, Schlosser fait ses débuts dans le baseball majeur comme lanceur de relève pour Atlanta le 31 mars 2014. Il effectue 15 sorties en relève pour Atlanta et lance 17 manches et deux tiers, mais accorde 15 points mérités pour une Moyenne de points mérités de 7,64.

### Rockies du Colorado
Le 30 janvier 2015, Atlanta échange les lanceurs droitiers Schlosser et David Hale aux Rockies du Colorado contre deux receveurs des ligues mineures, Jose Briceno et Chris O'Dowd.